# Gudbrand Skatteboe
Gudbrand Gudbrandsen Skatteboe (* 18. Juli 1875 in Øystre Slidre; † 3. April 1965 ebenda) war ein norwegischer Sportschütze. Er war Mitglied im Oslo Østre Skytterlag.

## Erfolge
Gudbrand Skatteboe nahm an drei Olympischen Spielen sowie an den Olympischen Zwischenspielen 1906 in Athen teil. Bei letzteren gewann er im Dreistellungskampf mit dem Freien Gewehr im Mannschaftswettbewerb gemeinsam mit Ole Holm, John Møller, Albert Helgerud und Julius Braathe die Silbermedaille. 1908 wurde er in London in dieser Disziplin in der Mannschaftskonkurrenz vor Schweden und Frankreich Olympiasieger. Zur siegreichen Mannschaft gehörten neben Skatteboe noch Ole Sæther, Albert Helgerud, Olaf Sæter, Julius Braathe und Einar Liberg. Vier Jahre darauf sicherte er sich in Stockholm im Dreistellungskampf mit der Mannschaft, dieses Mal mit dem Armeegewehr, die Silbermedaille. Gemeinsam mit Albert Helgerud, Ole Sæther, Østen Østensen, Olaf Sæter und Einar Liberg belegte er hinter Schweden und vor Dänemark den zweiten Platz. Bei den Olympischen Spielen 1920 in Antwerpen erhielt er ebenfalls eine Medaille. Im Dreistellungskampf mit dem Freien Gewehr gewann er mit Otto Olsen, Albert Helgerud, Olaf Sletten und Østen Østensen im Mannschaftswettbewerb die Silbermedaille.
Skatteboe arbeitete fünf Jahre lang als Anwalt in Christiania und zwei weitere in England, ehe er ein eigenes Finanzmaklergeschäft im Jahr 1905 aufbaute. 1922 wurde er zum Hauptgeschäftsführer der Christiania Industrial and Commercial Bank ernannt.